# Oreomela mirabilis
Oreomela mirabilis es una especie de insecto coleóptero de la familia Chrysomelidae.
Fue descrita científicamente en 1998 por Lopatin.